# Thymus mastichina
Thymus mastichina (L.) L. – gatunek rośliny z rodziny jasnotowatych (Lamiaceae Lindl.). Występuje endemicznie w Hiszpanii oraz Portugalii. 

## Morfologia
PokrójDorasta do 30–40 cm wysokości i 60 cm szerokości.
LiścieMałe, owalne, o zielonej barwie.
KwiatyZebrane w kwiatostanach. Kwiaty są drobne i białawe. Mają kształt puszystych kulek.

## Biologia i ekologia
Wiecznie zielona krzewinka. Lubi stanowiska w pełnym nasłonecznieniu. Jest odporna na suszę. Kwitnie od lipca do kwietnia. Występuje głównie wzdłuż poboczy dróg i pól uprawnych oraz na kamienistych i skalistych nieużytkach. Rośnie zazwyczaj na luźnym podłożu krzemionkowym, a także w miejscach piaszczystych i na stałym wydmach nadbrzeżnych. Kwiaty są owadopylne.

## Zastosowanie
Nadziemne części rośliny zawierają olejek eteryczny nazywany olejkiem majerankowym. Jego smak i zapach mają zastosowanie jako środek antyoksydacyjny oraz ma własności przeciwbakteryjne. Liście i kwiaty rośliny są bogate w 1,8-cyneol. Olejek eteryczny ma również zastosowanie w leczeniu i profilaktyce chorób drobiu i świń wywoływanych przez bakterie Salmonelli. Olejki eteryczne mogą być także stosowane jako środek antyseptyczny, czy dezodorant. Liście tego gatunku mogą być używane jako przyprawa do aromatyzowania zup, sosów, czy dań mięsnych.

## Zmienność
W obrębie tego gatunku wyróżniono jeden podgatunek:
- Thymus mastichina subsp. donyanae R.Morales

## Ochrona
W Czerwonej księdze gatunków zagrożonych został zaliczony do kategorii LC – gatunków najmniejszej troski. Mimo że jest to gatunek endemiczny dla Półwyspu Iberyjskiego, został sklasyfikowany w tej kategorii, ponieważ na większości obszarów Hiszpanii i Portugalii jego liczebność oraz zasięg występowania przekraczają próg, który miałby przesądzić o uznaniu go za gatunek zagrożony. 
Liczebność populacji ma tendencję stabilną. Gatunek jest eksploatowany w niewielkim stopniu. Jego populacje występują na obszarach chronionych.